# Keszthelyi Zsolt
Keszthelyi Zsolt (Baja, 1963. – ) angol-francia szakos tanár, magyarországi rendszerváltást közvetlenül megelőző időszak egyik polgári ellenállója, aki súlyos szenvedéseken ment keresztül tetteiért.

## Élete
Szegeden, majd Budapesten folytatott angol- és francia szakos tanulmányokat. Az 1980-as évek közepétől kezdett foglalkozni politikai okokból tiltott sajtótermékek (Égtájak között, Pofon) folyóiratok szerkesztésével, megjelentetésével. 1987-ben a rendőrség házkutatást tartott nála, és újságjainak példányait elkobozták.
Nem sokkal ezt követően hívták be a katonai szolgálatra. Ekkor került a közérdeklődésbe személye. Keszthelyi ugyanis megtagadta a fegyveres katonai szolgálatot. Erre korábban is volt példa lelkiismereti okokból, azonban Keszthelyi politikai okokból döntött így, és ezt egy nyilatkozatban be is küldte (katonakönyvének visszaküldésével egyetemben) a katonaságnak. Tettéért 1987. február 25-én letartóztatták, és – a Gyorskocsi utcai büntetés-végrehajtási intézet épületében működő katonai bíróságon nyilvános tárgyalást követően – három év börtönre ítéltek, amelyet végül kettő és fél évre enyhítettek. Hányattatásait fokozta, hogy akadályozták a látogatását, börtönből börtönbe szállították, az ismerőseitől küldött leveleket szándékosan nem kaphatta meg. Legsúlyosabb atrocitások a hírhedt Márianosztrai Fegyház és Börtönben érték, ahol – börtönőreinek tudtával – köztörvényes bűnözők súlyosan bántalmazták. Az Amnesty International 1988 áprilisában politikai fogolynak nyilvánították.
Letartóztatása után azonban hamarosan megalakult a Keszthelyi Zsolt Bizottság (tagja volt Nagy Jenő és Tamás Gáspár Miklós közéleti személyiségek), kiszabadulásáért Magyarországon, de Lengyelországban is tüntetések zajlottak.
Keszthelyi Zsoltot végül 1989. januárjában helyezték szabadlábra Márianosztrán. A politikai életben (beleértve a magyarországi rendszerváltás eseményeit) ezután már nem vett részt, megkínzásai után teljesen visszavonult. Neve az események után lassan feledésbe merült.

## Egyéb irodalom
- Orosz István: A polgári engedetlenség etikájáról, In: Holmi, 1990. 7. szám, 783. o.

## Videófelvételek
- Küzdelem a gulyáskommunizmus mítosza ellen – M5 História – Youtube.com, Közzététel: 2024. május 11.